# PMT Italia
PMT Italia (Paper Machinery Technology) est une entreprise italienne qui fournit l’industrie papetière en génie mécanique, en automation et en produisant des machines à papier pour tous types de papier. 
La société a été créée en 2000 par le rachat de Beloit Italia, la filiale italienne de Beloit Corporation par le Nugo Group. Son siège social se situe à Pignerol, dans la province de Turin, en Italie.

## Histoire

### D’une fonderie locale….
En 1897, l’entrepreneur piémontais Francesco Poccardi a fait construire une fonderie à Pignerol, près de la ligne de chemin de fer reliant Turin et Pignerol.
Quelques années plus tard, l’entreprise étend son activité par la construction d’une usine conçue pour la production et la remise en état de véhicules ferroviaires sous le nom d’Officine Meccaniche Pinerolesi.
En 1938, la fonderie et l’usine fusionnent pour créer une nouvelle société l’Officine Meccaniche Poccardi Pinerolo. La production de machine à papier commence à Pignerol.

### A Beloit Italia
Le producteur américain de machine à papier Beloit Corporation rachète la société en septembre 1957. L’entreprise est renommée Beloit Italia et commence à fournir des machines et des équipements pour l’industrie papetière dans le monde entier.
De 1957 à 2000, 85 % de la production du site de Pignerol sera destiné à l’exportation pour les papèteries de par le monde. Après 43 ans de coopération, Beloit Italia est entièrement rachetée par le Nugo Group lors de la banqueroute de Beloit Corporation.

### PMT Italia
Toutes les actions de la filiale italienne de Beloit Corporation sont vendues au Nugo Group qui donne un nouveau nom à la société. PMT Italia S.p.A. est née.
La société produit toujours des machines à papier dans ses locaux de 65 000 m2 mais a aussi ajouté un panel d’activités complémentaires. Le site de Pignerol emploie environ trois cents personnes.

## Secteurs d'activité
PMT Italia S.p.A.
PMT Italia est basée dans ses locaux historiques à Pignerol ou l’entreprise continue à produire des machines à papier ainsi que des composants pour l’industrie papetière tout autour du monde.
Depuis qu’elle a été rachetée par le Nugo Group, PMT Italia a élargi ses activités par la création de filiales dans d’autres régions du monde.
PMT Industries Ltd
PMT Industries est la première filiale à avoir été constituée par PMT Italia. L’entreprise a été rachetée à Sandusky Walmsley en 2006.
Le site de production se trouve au Royaume-Uni à Bolton dans des locaux de 17 000 m2 équipés d’une des plus grosses fonderies de fer d’Europe. Elle produit principalement des séchoirs Yankee et des cylindres MG.
PMT South Africa Pty. Ltd
PMT South Africa a aussi été acquise à Sandusky un an plus tard. Les bureaux sont situés à Johannesburg en Afrique du Sud. La société satellite commercialise les produits de PMT pour le marché sud-africain ainsi que des services de conseil et après-vente.
PMT Winding Oy
En 2010, PMT a créé PMT Winding Oy à Valkeakoski en Finlande. Cette filiale s’occupe principalement du marché des bobineuses pour le groupe PMT.